# 4510 Шона
4510 Шона (4510 Shawna) — астероїд головного поясу, відкритий 13 грудня 1930 року.
Тіссеранів параметр щодо Юпітера — 3,529.